# Mark van der Zijden
Mark van der Zijden (n. 22 octombrie 1973, Boskoop, Olanda de Sud, Țările de Jos) este un înotător olandez, medaliat olimpic. A participat la 2 ediții ale Jocurilor Olimpice (1996, 2000) în care a câștigat o medalie de bronz.